# Hodod

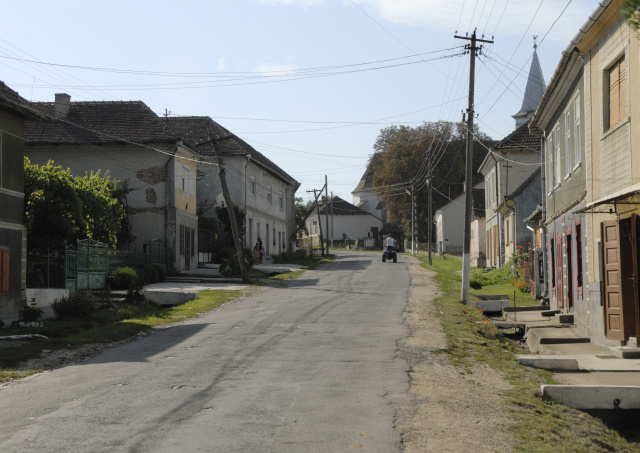
De hoofdweg door Hodod met de Hongaars Gereformeerde Kerk

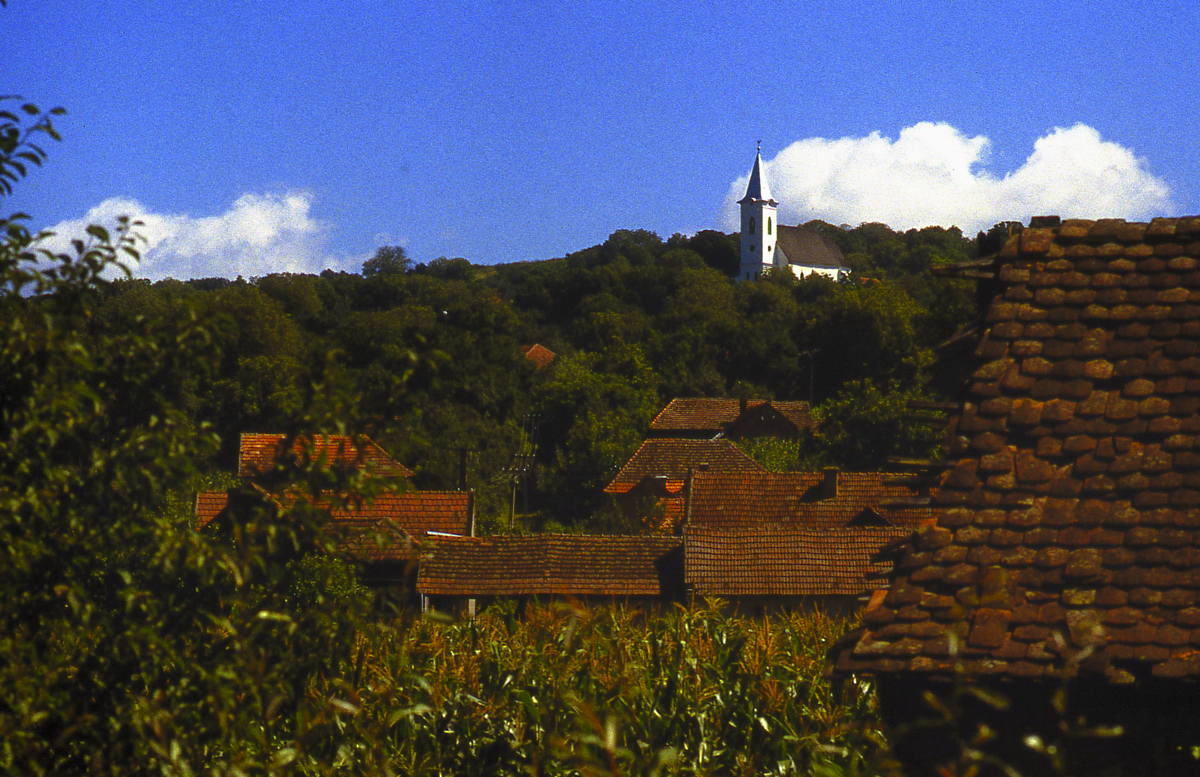
Hodod, Hongaars Gereformeerde Kerk

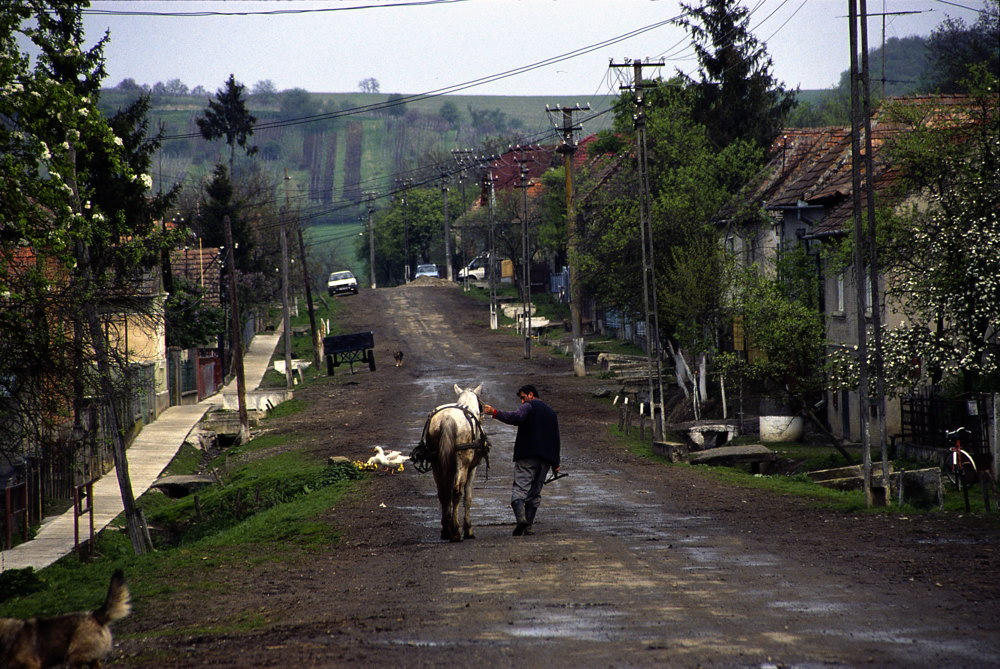
Nadişu, Kloten Utca

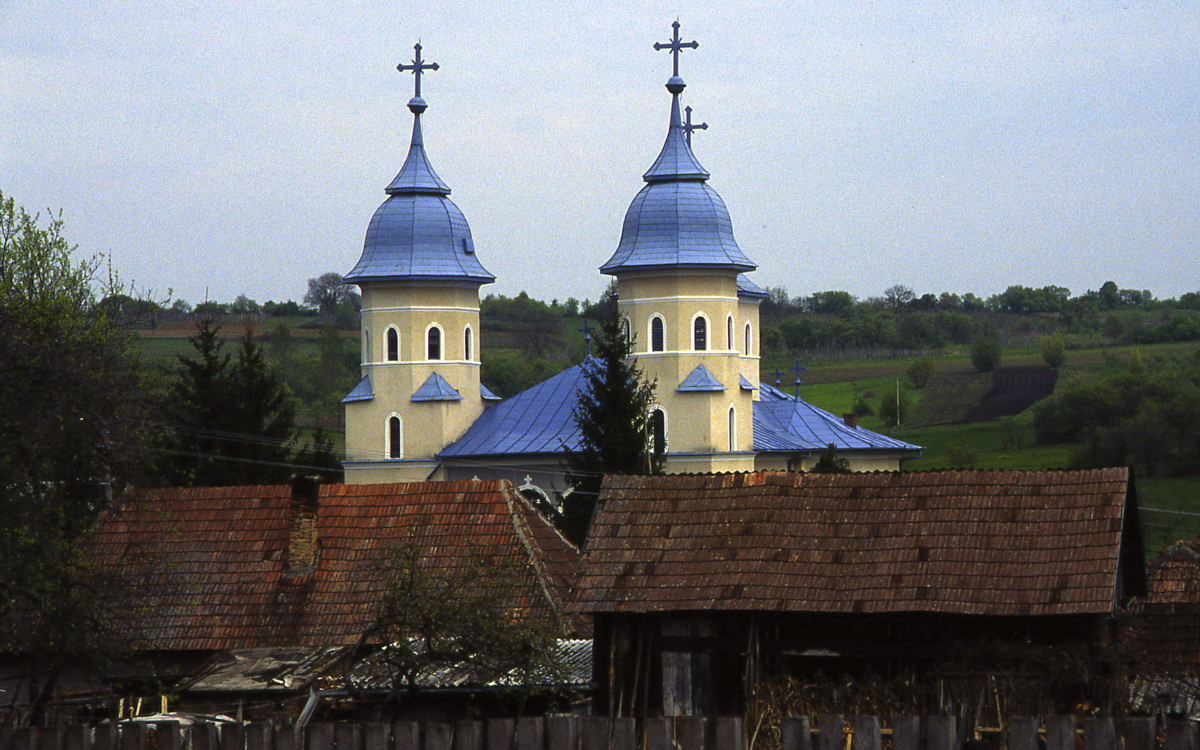
Giurtelecu, Roemeens Orthodoxe Kerk

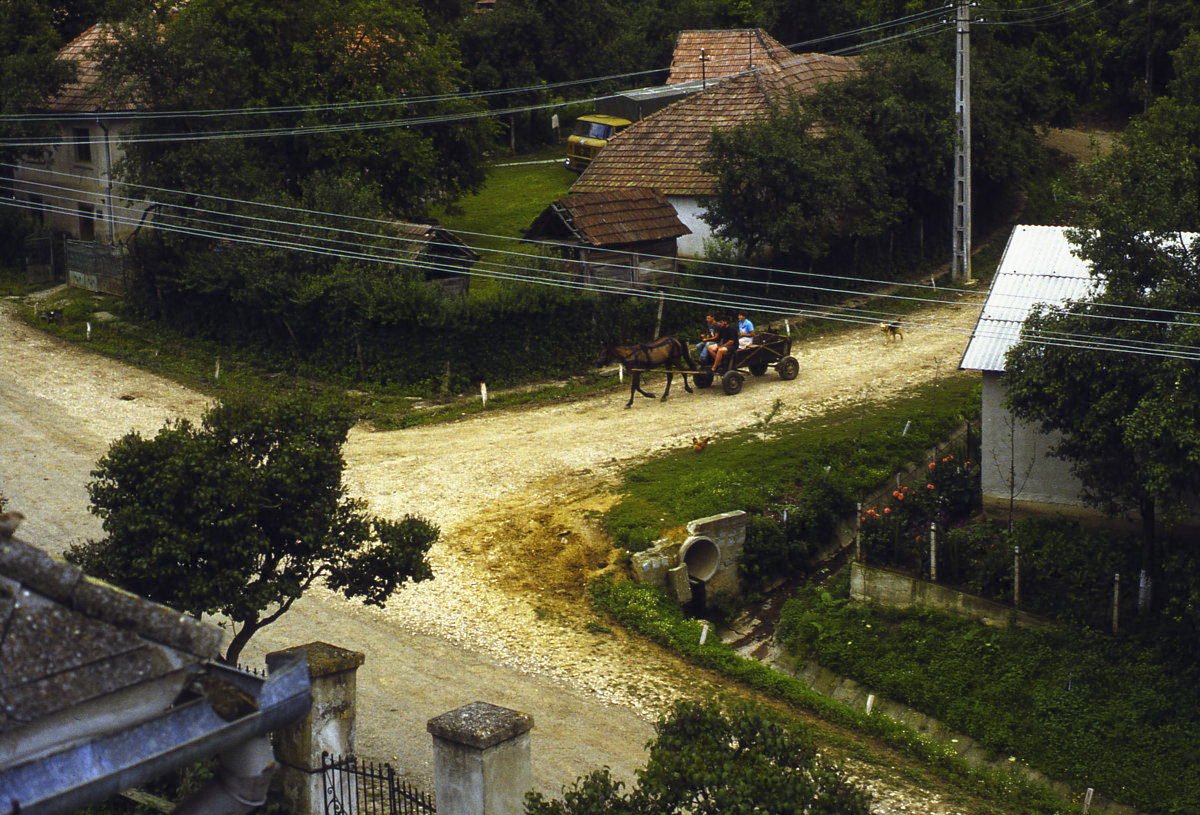
Lelei

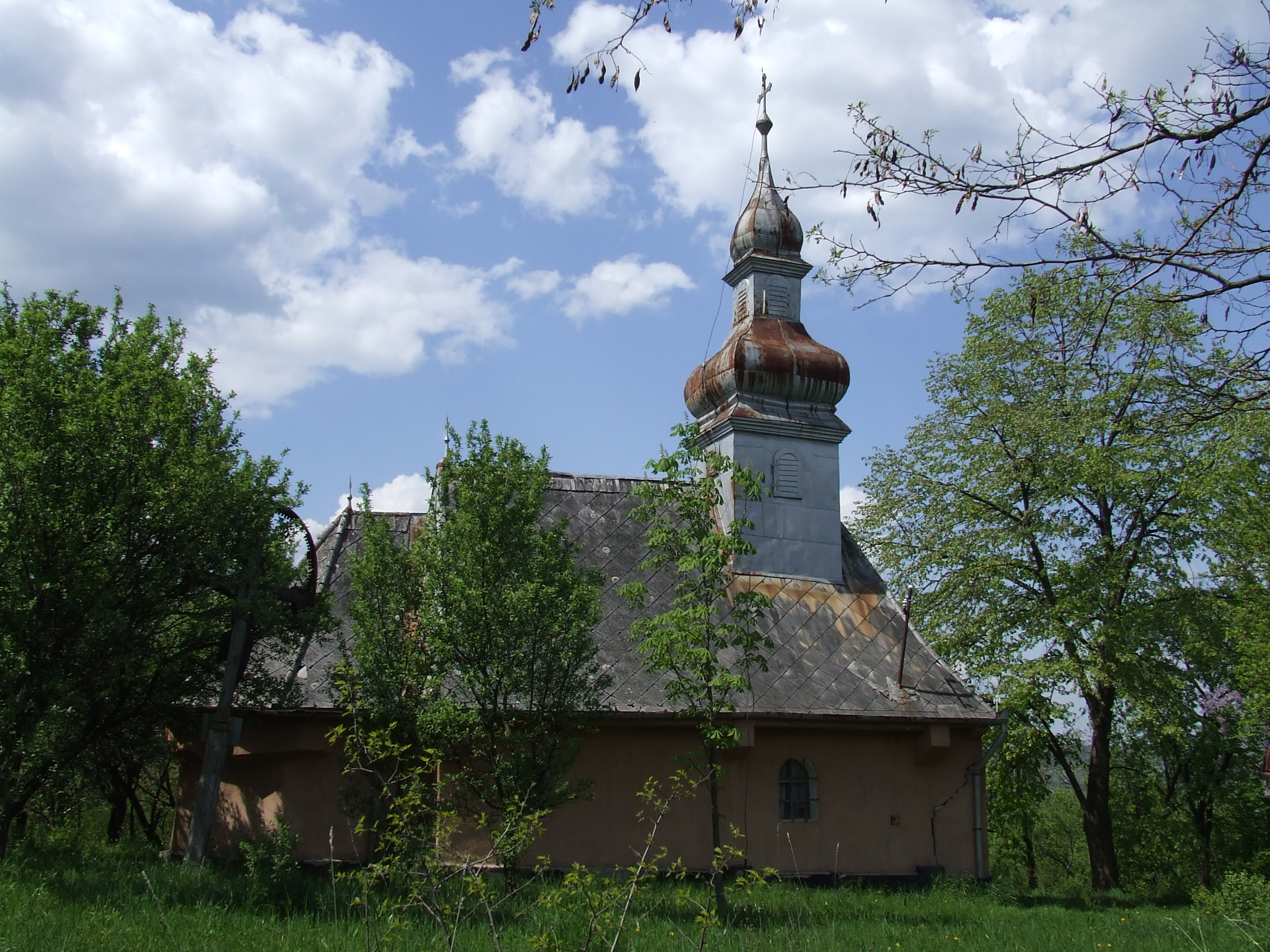
Lelei, houten kerk

Hodod (Hongaars: Hadad, uitspraak: [hɒdɒd], Duits: Kriegsdorf) is een landelijke Roemeense gemeente in het district Satu Mare, Roemenië, met 3.199 inwoners. Hodod ligt in de historische regio Transsylvanië.

De gemeente Hodod omvat vier dorpen:
| Roemeens (endoniem)  | Hongaars (exoniem) | Duits (exoniem)              |
| -------------------- | ------------------ | ---------------------------- |
| Hodod                | Hadad              | Kriegsdorf                   |
| Giurtelecu Hododului | Hadadgyőrtelek     | Wüst Jörgen, Georgius        |
| Nadișu Hododului     | Hadadnádasd        | Ungarisch Rohrdorf, Rohrfeld |
| Lelei                | Lele               | Lellen                       |

## Geografie
De gemeente Hodod ligt in het uiterste zuidoosten van het district Satu Mare aan weg nummer DJ196 en grenst in het westen aan de gemeente Bogdand, in het noorden aan het district Maramures en in het oosten en zuiden aan het district Sălaj. Etnografisch maakt de gemeente deel uit van de Hongaarstalige streek Szilágyság.
De gemeente ligt in de heuvels van Codru, 10 km westelijk van Cehu Silvaniei en 70 km ten zuiden van Satu Mare, de hoofdstad van het district Satu Mare.

## Geschiedenis

### Tot 1940
De eerste vermelding van Hodod is van 1210, terwijl Nadișu Hododului vermeld wordt sinds 1205.
Lelei wordt vanaf 1330 vermeld, Giurtelecu Hododului vanaf 1378.
De stad behoorde tot het koninkrijk Hongarije en was onderdeel van het vorstendom Transsylvanië.
In 1399 wordt een kasteel genoemd, het dorp behoorde toen toe aan de familie Kusalyi Jakcs.
Hodod verkreeg de status van stad in 1482.
Hodod wordt door koning Rudolf II van Habsburg aan de familie Wesselényi gegeven aan wie het tot de 20ste eeuw behoort. Het kasteel werd vroeg in de achttiende eeuw vernietigd. Na de opstand van Frans II Rákóczi werd de stad weer van de Wesselényi's afgenomen.
De familie Wesselényi bouwde een groot kasteel in barokke stijl. Na het uitbreken van de pest werd de immigratie van Duitse kolonisten bevorderd.
Van 1744 tot 1751 riep Baron Franz Wesseleny 30 families van Baden-Durlach en Zwitserland naar zijn landgoed in Kriegsdorf (Hadad). In de jaren daarna komen meer immigranten uit Duitstalige gebieden naar Kriegsdorf. In 1880 telt Kriegsdorf 479 Duitse inwoners.
Na de Ausgleich (Oostenrijks-Hongaars Compromis van 1867) verdwijnt het Oostenrijkse Rijk, evenals het vorstendom Transsylvanië. In 1876 is het koninkrijk Hongarije onderverdeeld in comitaten. Hodod maakt nu deel uit van het comitaat Szilágy (Szilágy vármegye).
Aan het einde van de Eerste Wereldoorlog verdwijnt het Oostenrijks-Hongaarse Rijk en de stad wordt onderdeel van Groot-Roemenië in het Verdrag van Trianon. Hodod ligt vanaf dat moment in het district Sălaj.

### 1940-1945
In 1940 wordt Hodod naar aanleiding van de Tweede Scheidsrechterlijke Uitspraak van Wenen tot 1944 geannexeerd door Hongarije.

In mei 1944, worden de Joden verzameld in het getto van Satu Mare. Op 19, 22, 26, 29, 30, 31 mei en 1 juni van dat jaar worden ze gedeporteerd naar Auschwitz.
Over het lot van de Roma is weinig bekend
Met de aftocht van het Duitse leger in 1944 verlieten veel Duitsers Hodod. In 1945 zijn 43 Duitsers uitgezet naar de Sovjet-Unie.

### Na 1945
Na de Tweede Wereldoorlog wordt Hodod in de Vrede van Parijs (1947) weer Roemeens.

Bij de administratieve hervorming van het land in 1968 wordt de stad onderdeel van het district Satu Mare waartoe het tot op heden behoort.
Tijdens het communistische regime, vooral in de tachtiger jaren, emigreerden veel Duitsers.

## Bevolking

### Etnische groepen (volkstelling 2002)[13][14]
- Hongaren 2166 (67,70%)
- Roemenen: 907 (28,35%)
- Zigeuners: 79 (2,46%)
- Duitsers: 46 (1,43%)

Er waren op dat moment 1189 huishoudens en 1450 woningen.
Na de Tweede Wereldoorlog zijn er geen inwoners als Joods geregistreerd. In 1900 telde Hodod 139 Joodse inwoners, bij de volkstelling in 1930 waren dit er 145.

### Inwonertallen per dorp (volkstelling 2002)[13]
- Giurtelecu Hododului: 816
- Hodod; 912
- Lelei: 662
- Nadișu Hododului: 809

### Religie
In 2002 is de religieuze samenstelling van de gemeente als volgt:
- Gereformeerden: 60,26%
- Orthodoxen: 27,57%
- Baptisten: 7,87%
- Pinksterbeweging: 1,71%
- Rooms-katholieken: 0,84%
- Zevendedagsadventisten: 0,56%

### Taal
De officiële taal is het Roemeens. In Hodod, Nadișu en Lelei wordt overwegend Hongaars, gesproken. In Giurtelecu spreekt men hoofdzakelijk Roemeens.
De Roma spreken het Romani (taal van de Roma, zigeuners). Een kleine minderheid spreekt Duits.
Etnische minderheidsgroepen (Hongaren, Zwaben) voelen zich vaak in de eerste plaats naar hun etniciteit en in de tweede plaats Roemeens. In dorpen met overwegend Hongaarse inwoners is het beleefd om tegenover Hongaren de Hongaarse plaatsnamen (Hadad, Hadadgyőrtelek, Hadadnádasd, Lele) te gebruiken en tegenover Roemenen de Roemeense (Hodod, Lelei, Giurtelecu Hododului, Nadișu Hododului). Dit geldt bijvoorbeeld ook voor titels zoals "burgemeester" (Hongaars: polgármester; Roemeens: primar).
In termen van buitenlandse talen, spreekt een deel van de bevolking Engels, Frans, en Duits. Historisch gezien was Frans de leidende taal voor de studie; tegenwoordig is het Engels zodat de ouderen in Roemenië Frans spreken en de jongeren Engels.

## Politiek
De gemeente Hodod wordt bestuurd door een burgemeester en een gemeenteraad bestaande uit 11 raadsleden. De burgemeester, Francisc Balog, van de Hongaarse Democratische Unie van Roemenië, is in functie sinds 2004. Vanaf de lokale verkiezingen in 2024 heeft de gemeenteraad de volgende samenstelling van politieke partijen:
| Partij                                                                                    | Aantal raadsleden |
| ----------------------------------------------------------------------------------------- | ----------------- |
| Democratische Unie van Hongaren in Roemenië Uniunea Democrată Maghiară din România (UDMR) | 8                 |
| Sociaaldemocratische Partij Partidul Social Democrat (PSD)                                | 2                 |
| Nationaal-Liberale Partij Partidul Național Liberal (PNL)                                 | 1                 |

(Niet alle partijen zijn landelijk opererende partijen.)

## Onderwijs

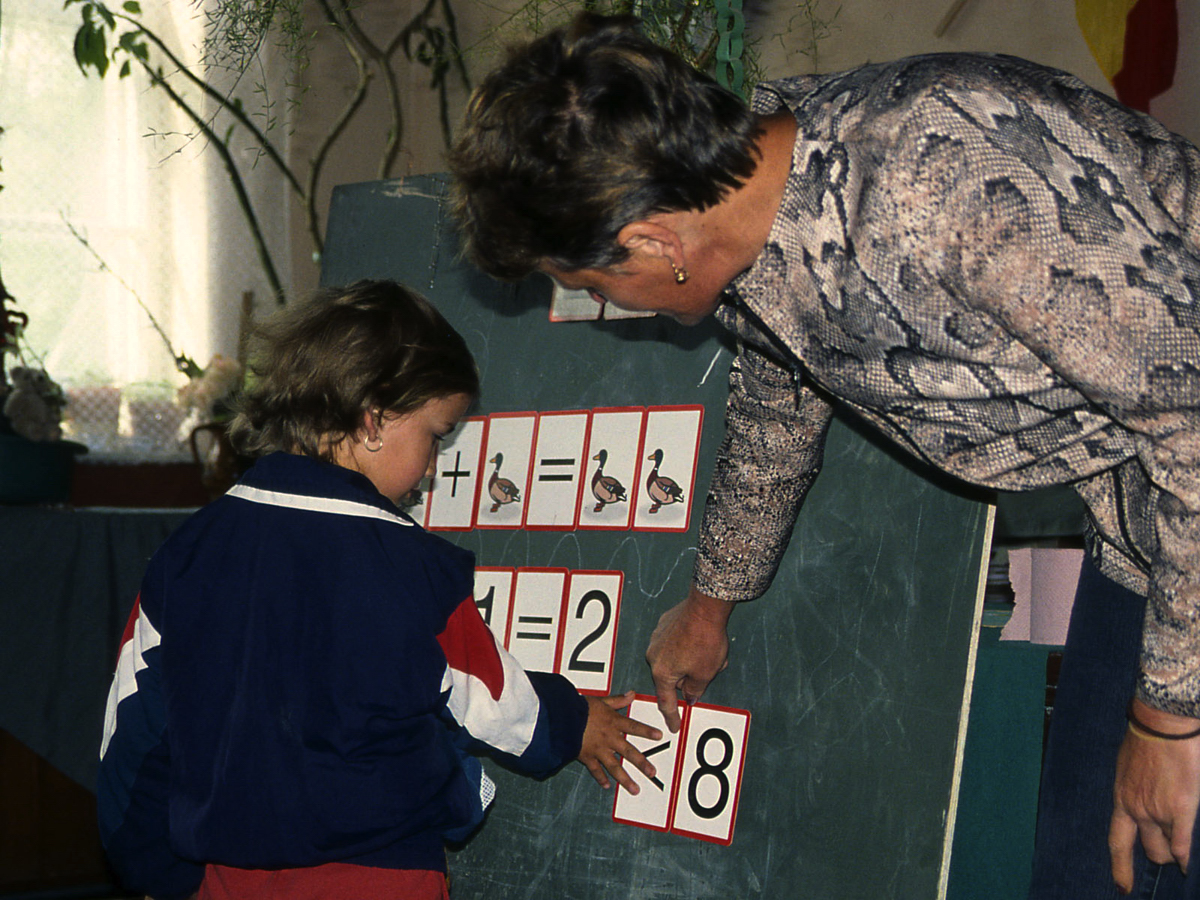
Lelei, school

In Hodod is een basisschool met dependances in de dorpen Nadișu, Giurtelecu en Lelei. Roemeense kinderen hebben een leerplicht van hun 6e tot hun 16e jaar. Van 6 tot 14 jaar (Groepen één tot acht ) zit de jeugd op de basisschool.

Het Roemeense onderwijssysteem is als volgt ingedeeld:
- Scoala primară și gimnaziala - basisschool
- Liceu - Middelbare school
- Invățământ superior - Hoger onderwijs

## Economie

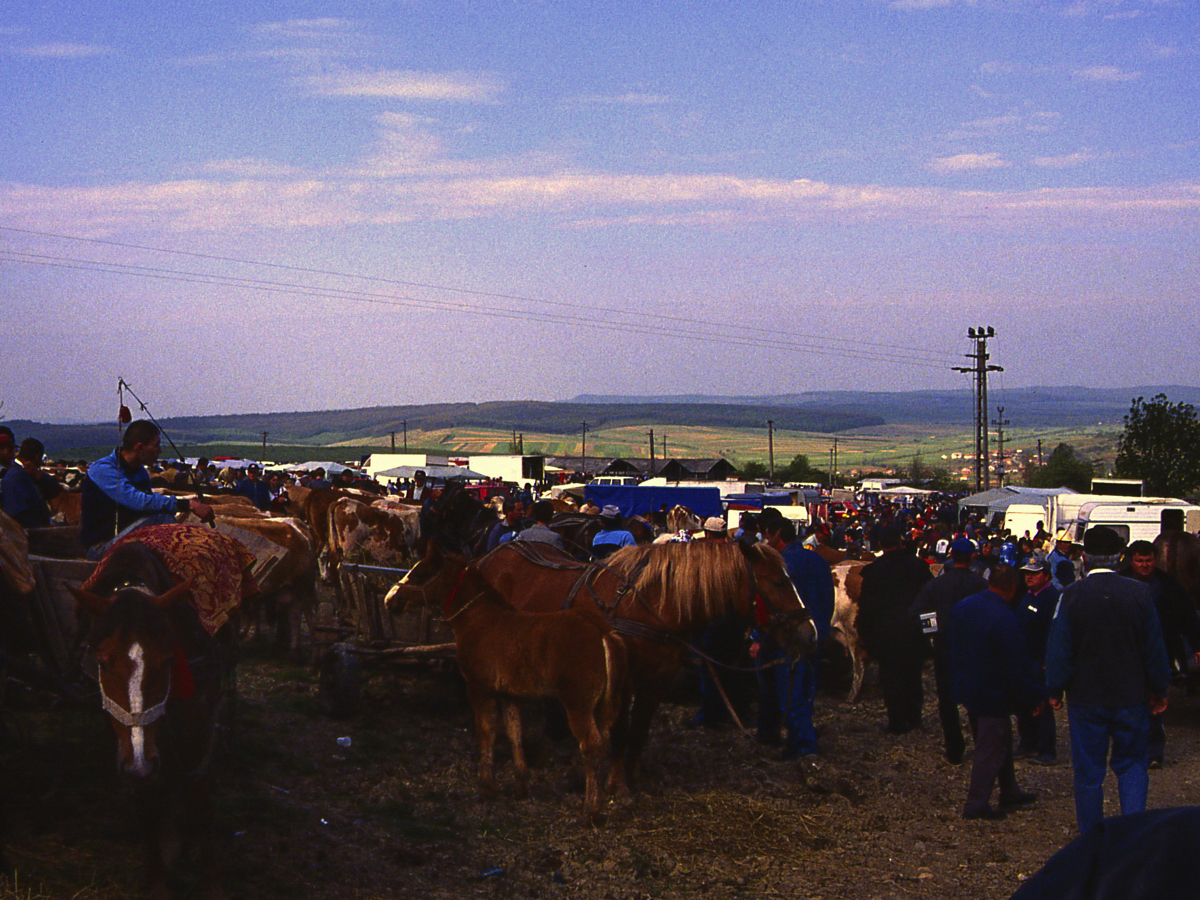
Hodod, markt

### Landbouw
De economie van de gemeente is gebaseerd op landbouw (akkerbouw, veeteelt en bijenteelt).

### Markt
In Hodod is elke eerste maandag van de maand een omvangrijke markt.

## Historische plaatsen en monumenten

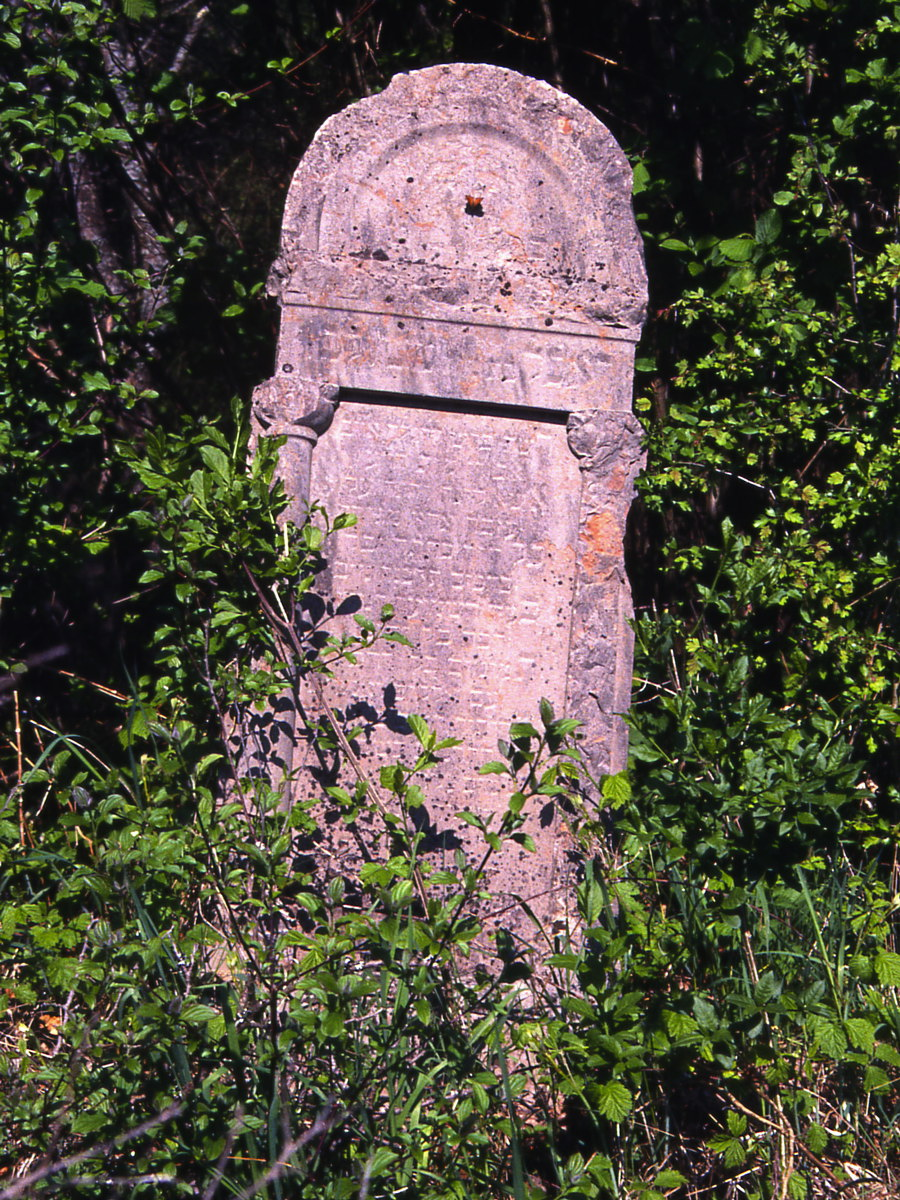
Hodod, Joodse begraafplaats

### Kastelen
- Hodod, Wesselenyi kasteel, een van de blikvangers van de barokke stijl in het district Satu-Mare. Achttiende eeuw.[19][20]
- Hodod, Degenfeld kasteel. Eclecticitische architectuur. Negentiende eeuw.[19][20]

### Kerkgebouwen
- Hodod, Evangelisch-Lutherse Kerk. Achttiende eeuw.[21][22]
- Hodod, Gereformeerde kerk,[23] Gotische architectuur. Vijftiende eeuw, geclassificeerd historisch monument.[21][24](Dit gebouw verkeert in slechte staat door instabiliteit van de bodem. De restauratie is stilgelegd[25]).
- Nadișu Hododului, Hervormde Kerk,[26] vijftiende eeuw, geclassificeerd historisch monument.[21]
- Giurtelecu Hododului, Orthodoxe Kerk.[21]
- Lelei, houten Orthodoxe Kerk van de Heilige Aartsengelen. 1870, geclassificeerd historisch monument.[21]
- Lelei, Hongaars Gereformeerde Kerk met houten toren[27] gebouwd in 1783 - 1788.[21][28]

### Begraafplaatsen
Oostelijk van Hodod, verborgen tussen de velden en bosschages, is een Joodse begraafplaats. Ook in Nadișu Hododului en Lelei zijn Joodse begraafplaatsen.
In Hodod is een Duitse begraafplaats. Op deze begraafplaats is een gedenkplaat met de namen van 44 slachtoffers van de Eerste Wereldoorlog (1914-1918).

## Geboren in Hodod
- Mariska Ady (1888 - 1977), schrijver, dichter en nicht van Endre Ady
- Béla Kun (Lelei, 1886-1938), Hongaars politicus
- Virgil Măgureanu (Giurtelecu Hododului, 1941-), hoofd van de Roemeense inlichtingendienst van 1990 tot 1997

## Interne links met betrekking tot bevolkingsgroepen
- Duitsers in Roemenië
- Hongaarse minderheid in Roemenië
- Geschiedenis van de Joden in Roemenië
- Roma in Roemenië
- Roemenen